# Beaumesnil, Calvados

Beaumesnil este o comună în departamentul Calvados, Franța. În 1 ianuarie 2022 avea o populație de 207 de locuitori.